# Mew (zespół muzyczny)
Mew – duński zespół muzyczny założony w Kopenhadze w 1995 r.
Po wydaniu w 1997 r. pierwszego albumu A Triumph for Man dla duńskiej wytwórni Exlibris Musik grupa tak zniechęciła się do dalszej współpracy, że założyła własną. Nazwano ją Evil Office, i w 2000 r. wydano Half the World Is Watching Me. Formacja została zauważona i podpisała kontrakt z Sony BMG, wynikiem którego był album Frengers wydany w 2003 r. W 2003 Mew dostali nagrody za Album Roku i Grupę muzyczną Roku podczas duńskich nagród krytyków muzycznych. W 2005 roku na gali MTV Europe Music Awards zespół otrzymał nagrodę w kategorii Najlepszy Zespół Duński.
Grupa supportowała R.E.M. podczas europejskiej trasy koncertowej, co wpłynęło na ich popularność. W tym samym roku ukazała się And the Glass Handed Kites.
Mew występowało w Europie jako support amerykańskiego zespołu Nine Inch Nails. Album No More Stories / Are Told Today / I’m Sorry / They Washed Away // No More Stories / The World Is Grey / I’m Tired / Let's Wash Away ukazał się w sierpniu 2009.
Jonas Bjerre śpiewa po angielsku, charakterystycznym głosem, który stanowi prawie falset. Muzykę zespołu określić można połączeniem indie rocka z rockiem progresywnym. Mew swoje brzmienie opisują humorystycznie jako "pretensjonalny art rock". Krytycy czasem porównują zespół z Yes.
Basista grupy Johan Wohlert zdecydował się opuścić zespół w kwietniu 2006 r., aby mieć więcej czasu dla nowo założonej rodziny. Na powrót zdecydował się w 2014 r.
24 kwietnia 2015 r. ukazał się album +-. Mew porzucili kontrakt z Sony i związali się z labelem Play It Again Sam. Płytę promowały single Satellites, Water Slides i Witness.
W 2016 z grupy odszedł gitarzysta oraz współzałożyciel, Bo Madsen. Jego miejsce zastąpił Mads Wegner.
16 lutego 2017 roku ukazał się singiel "85 Videos" promujący nową płytę "Visuals".

## Aktualny skład
- Jonas Bjerre – gitara, śpiew
- Silas Utke Graae Jørgensen – perkusja
- Johan Wohlert  – gitara basowa
- Mads Wegner – gitara

## Dyskografia

### Albumy
- A Triumph for Man (1997, ponownie wydany w 2006)
- Half the World Is Watching Me (2000)
- Frengers (2003)
- And the Glass Handed Kites (2005)
- No More Stories / Are Told Today / I’m Sorry / They Washed Away // No More Stories / The World Is Grey / I’m Tired / Let's Wash Away (2009)
- +- (2015)
- Visuals (2017)

### Single
- "She Came Home For Christmas" (1997)
- "King Christian" (2000)
- "Her Voice is Beyond Her Years" (2000)
- "Mica" (2000)
- "I Should Have Been a Tsin-Tsi (For You)" (2000)
- "She Came Home For Christmas" (2000)
- "Am I Wry? No" (2002)
- "Comforting Sounds" (2003)
- "156" (2003)
- "Apocalypso" (2005)
- "Special" (2005)
- "Why Are You Looking Grave?" (2006)
- "The Zookeeper’s Boy" (2006)
- "Introducing Palace Players" (2009)
- "Satellites" (2015)
- "Water Slides" (2015)
- "Witness" (2015)
- "85 Videos" (2017)